# Кривбаспромводопостачання
ДПП «Кривбаспромводопостачання» — державне підприємство зі штаб-квартирою в місті Кривий Ріг Дніпропетровської області, яке займається видобуванням, розподіленням, транспортуванням та постачанням води промисловим та побутовим споживачам Дніпропетровської області.

## Історія
Промислове підприємство «Кривбаспромводопостачання» засновано у 1962 на базі Криворізького районного управління «Донбасводтресту» та дирекції будівництва каналу Дніпро —Кривий Ріг.

## Діяльність
Підприємство експлуатує 5 водосховищ:
- Карачунівське —  308,0 млн. м³;
- Південне — 57,0 млн м³;
- Макортівське — 58,8 млн м³;
- Кресівське — 10,2 млн м³;
- Саксаганське — 2,5 млн м³.

Два комплекси водоочисних споруд:
- Карачунівський — 250 тис. м³ на добу;
- Радушанський — 700 тис. м³ на добу.

Підприємство «Кривбаспромводопостачання» забезпечує питною та технічною водою Криворізький залізорудний басейн та шість прилеглих сільських районів:
- Криворізький;
- Широківський;
- Апостолівський;
- Софіївський;
- П'ятихатський;
- Нікопольський.[2]